# آرامگاه بابا لنگر
آرامگاه بابا لنگر مربوط به دوره ایلخانی است و در شهرستان مشهد، بخش رضویه، روستای متروک لنگرک واقع شده و این اثر در تاریخ ۷ مهر ۱۳۸۱ با شمارهٔ ثبت ۶۴۳۷ به‌عنوان یکی از آثار ملی ایران به ثبت رسیده است.